# العلاقات الروسية الفيجية
العلاقات الروسية الفيجية هي العلاقات الثنائية التي تجمع بين روسيا وفيجي.

## مقارنة بين البلدين
هذه مقارنة عامة ومرجعية للدولتين:
| وجه المقارنة                                              | روسيا                                   | فيجي                                                                 |
| --------------------------------------------------------- | --------------------------------------- | -------------------------------------------------------------------- |
| المساحة (كم2)                                             | 17.08 مليون                             | 18.27 ألف                                                            |
| عدد السكان (نسمة)                                         | 146.80 مليون                            | 915.30 ألف                                                           |
| الكثافة السكانية (ن./كم²)                                 | 8.59                                    | 50.1                                                                 |
| العاصمة                                                   | موسكو                                   | سوفا                                                                 |
| اللغة الرسمية                                             | اللغة الروسية                           | لغة إنجليزية، اللغة الفيجية، اللغة الفيجي الهندية، اللغة الهندستانية |
| العملة                                                    | روبل روسي                               | دولار فيجي                                                           |
| الناتج المحلي الإجمالي (بليون دولار)                      | 1.58 تريليون                            | 5.06 مليار                                                           |
| الناتج المحلي الإجمالي (تعادل القوة الشرائية) بليون دولار | 3.69 تريليون                            | 8.32 مليار                                                           |
| الناتج المحلي الإجمالي الاسمي للفرد دولار أمريكي          | 9.09 ألف                                | 4.96 ألف                                                             |
| الناتج المحلي الإجمالي للفرد دولار أمريكي                 |                                         | 8.79 ألف                                                             |
| مؤشر التنمية البشرية                                      | 0.798                                   | 0.727                                                                |
| رمز المكالمات الدولي                                      | +7                                      | +679                                                                 |
| رمز الإنترنت                                              | .ru، .рф، .рус ‏، .su                    | .fj                                                                  |
| المنطقة الزمنية                                           | Magadan Time ‏، ت ع م+02:00، ت ع م+12:00 | ت ع م+12:00                                                          |

## منظمات دولية مشتركة
يشترك البلدان في عضوية مجموعة من المنظمات الدولية، منها:
| علم المنظمة | اسم المنظمة                        | تاريخ انضمام روسيا | تاريخ انضمام فيجي |
| ----------- | ---------------------------------- | ------------------ | ----------------- |
|             | مؤسسة التنمية الدولية              | 16 يونيو 1992      | 29 سبتمبر 1972    |
|             | المنظمة الهيدروغرافية الدولية      | ?                  | ?                 |
|             | يونسكو                             | 21 أبريل 1954      | 14 يوليو 1983     |
|             | مؤسسة التمويل الدولية              | 12 أبريل 1993      | 12 يوليو 1979     |
|             | منظمة حظر الأسلحة الكيميائية       | ?                  | ?                 |
|             | الأمم المتحدة                      | 24 أكتوبر 1945     | 13 أكتوبر 1970    |
|             | الاتحاد الدولي للاتصالات           | 1866               | 5 مايو 1971       |
|             | منظمة الشرطة الجنائية الدولية      | 27 سبتمبر 1990     | ?                 |
|             | البنك الدولي للإنشاء والتعمير      | 16 يونيو 1992      | 28 مايو 1971      |
|             | الاتحاد البريدي العالمي            | ?                  | ?                 |
|             | وكالة ضمان الاستثمار متعدد الأطراف | 29 ديسمبر 1992     | 24 سبتمبر 1990    |
|             | منظمة التجارة العالمية             | 22 أغسطس 2012      | ?                 |

## وصلات خارجية
- موقع وزارة الخارجية الروسية
- موقع وزارة الخارجية الفيجية